# (39826) 1998 BY2
1998 بي واي 2 (ويعرف أيضًا باسم (39826) 1998 بي واي 2 وفق تسمية الكوكب الصغير) (بالإنجليزية: 1998 BY2)‏ هو كويكب ضمن حزام الكويكبات؛ وترتيبه 39826 من حيث الاكتشاف.
اكتُشف هذا الجُرم الفلكي بواسطة تاكيشي أوراتا ‏ في 19 يناير 1998.

## وصلات خارجية
- (39826) 1998 BY2 في قاعدة بيانات مختبر الدفع النفاث لأجرام النظام الشمسي الصغيرة

- الاكتشاف · مخطط المدار ·  العناصر المدارية · المعلمات المادية

- (39826) 1998 BY2 على موقع ويكي سكاي: DSS2, SDSS, GALEX, IRAS, Hydrogen α, X-Ray, Astrophoto, Sky Map, Articles and images